# Остик
Кристи́н О́стик из Кернова (1363 ? — 1442/1443) — литовский боярин, староста ушпольский (1398—1401), каштелян виленский (1419—1442). На Городельском сейме принял герб «Трубы».
Впервые упоминается в 1398 году как свидетель заключения договора на острове Салин. С 1411 года упоминается под христианским именем Кристин. Противник унии с Польшей.
Родным братом Остика был некий Доргий, вполне возможно, что это тот самый Доргий, от которого вели своё происхождение роды Судимонтов из Хожева. Был женат на Анне, от которой имел детей: Радзивилла (родоначальник Радзивиллов), Станислава (Станьку; родоначальник рода Остиков), Николая и Бартломея.
Поздние источники называют отцом Остика Сирпутия. По предположению Владислава Семковича, этот Сирпутий мог быть потомком другого Сирпутия, брата Тройдена.